# Hip Hop District
O Hip Hop District é um festival anual de dança que acontece na cidade de Jundiaí, São Paulo. Este evento proporciona uma ampla gama de atividades que atendem à comunidade de dança, incluindo aulas com renomadas personalidades da dança do Brasil e do mundo, intensas batalhas de dança, além de uma mostra competitiva que reúne os melhores grupos de dança da América Latina para competir em uma variedade de categorias
. Atualmente, o Hip Hop District é reconhecido como um dos maiores eventos de danças urbanas da América Latina 
, atraindo cerca de 4.000 participantes a cada ano.